# 龙骨坡遗址

龙骨坡遗址出土的巫山猿人下頜骨化石

龙骨坡遗址，又称巫山猿人遗址 ，位于重庆市巫山县庙宇镇龙坪村龙骨坡，发掘于1986年，是中国早期人类化石遗址。龙骨坡遗址占地约1300平方米，经过先后三次的现场发掘，在遗址发现了古人类门齿和带犬齿的颌骨化石，以及数十件与人类化石同一层次的巨猴、剑齿虎、双角犀等化石。经考证，这些化石属早更新世，距今204万年，其人类化石被称为巫山人，与东非早更新世能人处于同一进化水平。
龙骨坡遗址的重大发现，填补了中国早期人类化石空白。1995年，中国科学院古脊椎动物与古人类研究所的黄万波等中国学者与美国、荷兰及加拿大的合作研究小组在英国《自然》杂志上发表论文，提出龙骨坡遗址出土的似人牙齿和一段下颌骨残段属于直立人遗存。但引起了学术界的广泛争议。
1996年，公布为第四批全国重点文物保护单位。
2011年再次发掘，将持续到2015年。